# Barramar
A Barramar (ou Viação Senhor do Bonfim) foi uma empresa brasileira de transporte coletivo urbano de Salvador, capital do estado da Bahia. Foi criada em 1997, por meio de uma cisão parcial da Viação São Pedro, fundada em 1994. Encerrou suas atividades em 1 de junho de 2014, alegando falta de condições financeiras para seguir com a prestação de serviços.
Foi a Barramar a primeira a implantar acessórios de conforto em seus veículos, a exemplo de ar-condicionado, Wi-Fi e bancos estofados, além de veículos com comprimento de 14 metros, com mais capacidade de transporte de passageiros que os convencionais.

## História
Em 1994, foi fundada a Viação São Pedro, do grupo sergipano Bonfim, vencedor da licitação das linhas da recém inaugurada ENE (Estação Nova Esperança) que mais tarde seria conhecida como Estação Pirajá. A empresa, então, passou a se destacar em frente as demais, pois foi a responsável por implantar padrões operacionais que até então não eram vistos em Salvador, como por exemplo o fardamento de seus funcionários. Tudo isso levou a empresa a um grande crescimento. Em 1997, ocorreu uma cisão parcial da empresa, cujo novo embrião da mesma se torna a Viação Senhor do Bonfim, mais conhecida pelo nome fantasia de Barramar, uma alusão a praia da Barra. A nova empresa passa a funcionar em uma garagem no bairro do Retiro, enquanto a São Pedro funcionava em Pirajá. As duas empreas operaram juntas até 2004, quando a Barramar absorveu completamente a São Pedro.

Logo antigo da empresa, usado até 2011.

A empresa operava grande parte das linhas da Estação Pirajá, chegando a transportar mais de um milhão de passageiros somente na estação, tendo grande presença em várias regiões de Salvador.
Em maio de 2014, após uma greve dos rodoviários em Salvador que durou 3 dias, especulações sobre o encerramento da empresa passaram a ser divulgadas pela imprensa soteropolitana. Alguns portais já afirmavam que a mesma seria fechada, segundo a SEMUT, informação essa que foi negada pela diretoria. Em 1 de junho, porém, foi constatado que os ônibus da empresa não estavam mais realizando seus itinerários. A empresa anunciou falência, e suas linhas foram repassadas pela Transalvador para 15 empresas que já operavam em Salvador, como Axé, Boa Viagem, BTU, entre outras. O mesmo ocorreu com os motoristas e funcionários, que foram realocados para essas empresas.

## Frota
A Barramar contava com 218 veículos, sendo eles ônibus e microônibus (alguns desses, operando nas linhas Minibus). Após o encerramento da mesma, alguns veículos foram para a Viação Princesinha do Sertão, de Feira de Santana, também na Bahia, e para a Viação São Judas Tadeu, em Rio Branco, capital do Acre.